# Pachycopsis aurata
Pachycopsis aurata là một loài bướm đêm trong họ Geometridae.